# Fenbendazol
Fenbendazol je léčivá látka, která se řadí mezi benzimidazoly. Působí jako širokospektrální anthelmintikum a používá se k odčervování ve veterinární medicíně. Působí zejména proti hlísticím střevního traktu (např. rody Toxocara, Ascaris, Ancylostoma, Trichuris, Strongyloides) a tasemnicím. Mezi komerční přípravky obsahující fenbendazol patří Panacur®, Coglazol tbl.®, Fenrymin®, Fenbion tbl.®, Galces®.